# Castulo conographa
Castulo conographa är en fjärilsart som beskrevs av Edward Meyrick 1886. Castulo conographa ingår i släktet Castulo och familjen björnspinnare. Inga underarter finns listade i Catalogue of Life.